# 6 Dywizja Strzelecka (ZSRR)
6 Orłowsko-Chingańska Dywizja Strzelecka odznaczona dwoma orderami Czerwonego Sztandaru i Orderem Suworowa (ros. 6-я стрелковая Орловско-Хинганская дважды Краснознамённая, ордена Суворова дивизия) – związek taktyczny piechoty Armii Czerwonej, brał udział w wojnie domowej w Rosji w wojnie polsko-radzieckiej i II wojnie światowej.
W rejon granicy z Polską przybyła w 1939 roku z Orłowskiego Okręgu Wojskowego i od 17 września uczestniczyła w agresji na Polskę razem z wojskami III Rzeszy i Słowacji.
W czerwcu 1941 roku wchodziła w skład 28 Korpusu Strzeleckiego, 4 Armii, Frontu Zachodniego. Po ataku III Rzeszy na Związek Radziecki broniła się w twierdzy Brześć. W lipcu 1941 roku pod dowództwem gen. A. Fiłatowa walczyła w obronie Smoleńska.

## Dowództwo dywizji
Dowódcy:
- kombrig Nikołaj Zołotuchin (był w 1939)[3]
- płk Michaił Popsuj-Szapko[1]

Szefowie sztabu:
- płk Nikifor Paszyn[3].

## Struktura organizacyjna
Skład w czasie kampanii wrześniowej:
- 84 pułk strzelecki
- 125 pułk strzelecki
- 333 pułk strzelecki
- 131 Pułk Artylerii Lekkiej
- 204 pułk artylerii haubic (od października 1941 294 pah)
- 98 dywizjon przeciwpancerny
- 246 dywizjon artylerii przeciwlotniczej (do stycznia 1942)
- 329 samodzielny batalion czołgów[3]
- 71 batalion rozpoznawczy
- 111 batalion saperów
- 37 batalion łączności (514 kompania łączności)
- 95 batalion medyczno-sanitarny
- 57 kompania chemiczna
- 31 batalion transportowy
- 108 kompania transportowa
- 276(44) piekarnia polowa
- 198 punkt weterynaryjny
- 115 stacja poczty polowej
- 252 kasa polowa